# 12 июня
12 июня — 163-й день года (164-й в високосные годы) по григорианскому календарю.
До конца года остаётся 202 дня.
До 15 октября 1582 года — 12 июня по юлианскому календарю, с 15 октября 1582 года — 12 июня по григорианскому календарю.
В XX и XXI веках соответствует 30 мая по юлианскому календарю.

## Праздники и памятные дни
См. также: Категория:Праздники 12 июня

### Международные
- Международный день борьбы с детским трудом[англ.] (2002)

### Национальные
- Россия — День России (1992)
- Бразилия — День влюблённых[2] (1940)
- Парагвай — День перемирия Чако[3] (1935)
- Туркменистан — День науки[4] (2008)
- Украина — День работника фондового рынка (2008)
- Филиппины — День независимости (1898)
- Финляндия — День Хельсинки (1550)

### Религиозные
Православие
- память преподобного Исаакия исповедника, игумена обители Далматской (383)
- память священномученика Василия Смоленского, пресвитера (1942)
- Собор святых Пензенской митрополии
- рождество благоверного князя Александра Невского (местное празднование)[9]

 Ислам
- Международный день шиитов[10]

### Именины
- Католические: Иоанн, Онуфрий.
- Православные: Исаакий (Исаак).

## События
См. также: Категория:События 12 июня

### До XIX века
- 1127 — Чжао Гоу объявил себя сунским императором в Шанцю[11].
- 1429 — французские войска, возглавляемые Жанной д’Арк, разбили англичан в битве при Жаржо.
- 1560 — произошла битва при Окэхадзаме.
- 1653 — англичане разбили голландский флот в сражении при Габбарде.
- 1656 — Московский собор постановил проклясть тех, кто крестится двумя перстами[12].
- 1668 — в Лунде (Швеция) основан один из старейших университетов Европы.
- 1776 — Виргиния стала первым американским штатом, принявшим Декларацию прав[англ.].

### XIX век
- 1811 — британский граф Томас Селкирк получил территорию в 300 тысяч км² (в пять раз больше его родной Шотландии) на месте нынешних Манитобы, Миннесоты и Северной Дакоты — всего за 10 шиллингов в год.
- 1815 — вследствие интриг банкира Натана Ротшильда, лондонская газета «Морнинг Кроникл» сообщила о победе Наполеона при Ватерлоо на несколько дней раньше сражения (Ротшильд, сыграв на панике, скупил множество акций).
- 1824 — в Париже увидела свет первая и единственная научная работа 28-летнего французского военного инженера и физика Никола Леонарда Сади Карно «Размышления о движущей силе огня и о машинах, способных развивать эту силу».
- 1830 — французы начали вторжение в Алжир.
- 1844 — деревни Вохонской волости объединились в один город — Павловский Посад.
- 1849 — Льюисом Хаслеттом запатентован противогаз.
- 1860 — Александр II утвердил устав Государственного банка Российской империи[13].
- 1864 — закончилось сражение при Колд-Харборе.
- 1897
  - Ассамское землетрясение на площади в 23 000 км².
  - Карл Элзенер запатентовал швейцарский армейский нож.
- 1898 — Эмилио Агинальдо провозгласил независимость Филиппин.

### XX век
- 1901 — одобрена новая конституция для Кубы, в соответствии с которой США получили особые права в этой стране. Фактически это означало установление над Кубой протектората США. Действие этой конституции было приостановлено в 1925 году.
- 1909 — поднялся в воздух первый аэроплан с пилотом и двумя пассажирами, «Блерио XII». На нём Луи Блерио совершил полёт вместе с Альберто Сантос-Дюмоном и Андре Фурнье.
- 1914 — турки устроили резню в Фокее.
- 1917 — идеолог анархизма Пётр Кропоткин с триумфом вернулся в Россию из эмиграции.
- 1921 — в Петрограде в бывшем зале Дворянского собрания прошло торжественное открытие Государственной филармонии.
- 1926
  - Начало вещание литовское радио (Каунас); первый диктор — Пя́трас Баби́цкас.
  - Бразилия покинула Лигу Наций в знак протеста против принятия туда Германии.
- 1930 — Макс Шмелинг в Нью-Йорке, победив американца Джека Шарки ввиду его дисквалификации, стал чемпионом мира по боксу.
- 1935 — Бенито Муссолини запретил продажу газеты «Нью-Йорк таймс» в Италии «за необъективное освещение деятельности фашистов».
- 1936
  - Появилась первая коротковолновая американская радиостанция (Питтсбург, Пенсильвания).
  - На всенародное обсуждение вынесен проект «сталинской Конституции».
- 1937 — в ночь на 12 июня по делу Тухачевского расстреляны советские военачальники: М. Н. Тухачевский, И. Э. Якир, И. П. Уборевич, А. И. Корк и др.
- 1942
  - нацистами уничтожено гетто в Друе.
  - Анна Франк начала вести дневник.
- 1945 — во Франции отменена цензура печати, введённая во время войны.
- 1955 — в Якутии открыто первое крупное месторождение алмазов.
- 1963 — в Нью-Йорке прошла премьера фильма «Клеопатра» с Элизабет Тейлор в главной роли[14].
- 1964 — Нельсон Мандела и несколько его соратников приговорены к пожизненному заключению.
- 1965 — в Англии объявлено о награждении членов группы «The Beatles» орденами Британской империи «за выдающиеся заслуги в области культуры» и «вклад в экспорт национальной продукции».
- 1966 — в Киеве начата успешная эксплуатация[15] первого в мировой практике[16][17] троллейбусного поезда[18][19] изобретателя Владимира Веклича[20][21].
- 1967
  - Запущен космический аппарат Венера-4, впервые в мире передавший данные об атмосфере другой планеты.
  - Введена денежная единица Малайзии — ринггит.
- 1968 — французское правительство ввело запрет на демонстрации и распустило 11 студенческих организаций.
- 1972 — инцидент с DC-10 над Уинсором.
- 1973 — в Женеве начал работу новый орган ООН — Совет управляющих программы ООН по окружающей среде.
- 1980
  - УЕФА оштрафовала Английскую футбольную ассоциацию на 8000 фунтов стерлингов за «хулиганское и опасное поведение английских болельщиков» во время открытия матча сборных Англии и Бельгии в Турине.
  - Катастрофа Як-40 под Душанбе, погибли 29 человек.
- 1989 — председатель Президиума Верховного Совета СССР Горбачёв и канцлер Западной Германии Коль подписали в Бонне документ, который предоставил всем европейским государствам право самим решать, какая политическая система будет определяющей в их странах.
- 1990
  - В СССР законом «О печати и других средствах массовой информации» отменена цензура[22].
  - I Съезд народных депутатов РСФСР принял Декларацию о государственном суверенитете РСФСР.
- 1991
  - Борис Ельцин избран Президентом РСФСР.
  - На референдуме жители Ленинграда проголосовали за возвращение городу первоначального названия — Санкт-Петербург.
- 1992 — образованы Пограничные войска Российской Федерации.
- 1994
  - Австрия референдумом приняла решение о вступлении в Европейский союз.
  - Борис Ельцин своим указом придаёт 12 июня государственное значение — День принятия декларации о государственном суверенитете России
- 1999 — батальон российских десантников совершил марш-бросок с базы миротворческих сил в Боснии и Герцеговине на аэропорт «Слатина» (Косово).
- 2000 — главой администрации Чеченской Республики назначен Ахмат Кадыров.

### XXI век
- 2008 — жители Ирландии на референдуме отвергли Лиссабонский договор — облегчённый вариант Евроконституции.
- 2009 — все телевизионные станции США переходят с аналоговой на цифровую трансляцию.
- 2014 — в Сан-Паулу прошло открытие чемпионата мира по футболу.
- 2015 — в Баку (Азербайджан) проведена церемония открытия первых Европейских игр.
- 2016 — массовое убийство в Орландо.
- 2017 — массовые антикоррупционные протесты в России.
- 2018 — состоялась первая в истории встреча на высшем уровне глав КНДР и США.
- 2025 — катастрофа Boeing 787 под Ахмадабадом, 280 погибших.

## Родились
См. также: Категория:Родившиеся 12 июня

### До XIX века
- 950 — император Рэйдзэй (ум. 1011), 63-й император Японии (967—969).
- 1107 — Гао-цзун (ум. 1187), 1-й китайский император империи Южная Сун (1127—1162).
- 1519 — Козимо I (ум. 1574), великий герцог Тосканы (1569—1574).
- 1561 — Анна Вюртембергская (ум. 1616), немецкая принцесса из Вюртембергского дома.
- 1564 — Иоганн Казимир (ум. 1633), герцог Саксен-Кобурга (с 1572).
- 1577 — Пауль Гульдин (ум. 1643), швейцарский математик и астроном.
- 1775 — Карл фон Мюффлинг (ум. 1851), барон, прусский фельдмаршал.

### XIX век
- 1819 — Чарльз Кингсли (ум. 1875), английский писатель и проповедник.
- 1824 — Альберт Карье-Белле (ум. 1887), французский скульптор («Юпитер и Феба» и др.).
- 1843 — Дэвид Гилл (ум. 1914), шотландский астроном и геодезист.
- 1844 — Пётр Макушин (ум. 1926), русский книгоиздатель, деятель народного просвещения в Сибири.
- 1888 — Зигмунд Янишевский (ум. 1920), польский математик.
- 1890 — Эгон Шиле (ум. 1918), австрийский живописец и график, представитель экспрессионизма.
- 1896 — Борис Скосырев (ум. 1989), русский авантюрист, в 1934 году провозглашён королём Андорры.
- 1897 — Леонид Воинов (ум. 1967), советский музыкант, композитор и дирижёр, создатель оркестра русских народных инструментов в Темникове.
- 1898
  - Анастасий Вонсяцкий (ум. 1965), русский эмигрантский политик, один из основоположников русского фашизма.
  - Михаил Кольцов (урожд. Мойсей Фридлянд; казнён в 1940), советский журналист, писатель, основатель и редактор журналов «Огонёк», «Крокодил», «За рубежом».
- 1899 — Виджи (наст. имя Артур Феллиг; ум. 1968), американский фотожурналист, мастер документальной фотографии.

### XX век
- 1908
  - Марина Семёнова (ум. 2010), балерина, педагог, народная артистка СССР, Герой Социалистического Труда.
  - Отто Скорцени (ум. 1975), немецкий диверсант, оберштурмбаннфюрер СС, исполнитель ряда успешных спецопераций.
- 1915
  - Владимир Магницкий (ум. 2005), геофизик, академик АН СССР, основоположник советской школы физики земных недр.
  - Дэвид Рокфеллер (ум. 2017), американский банкир, государственный деятель, глобалист, глава дома Рокфеллеров (с 2004).
- 1919
  - Ахмед Абдалла (ум. 1989), коморский политик, дважды глава государства в 1975 и 1978—1989 гг.
  - Игорь Бессарабов (ум. 1993), кинооператор и режиссёр-документалист, народный артист РСФСР.
- 1920 — Лазарь Карелин (наст. фамилия Кац; ум. 2005), русский советский писатель, драматург.
- 1921 — Луис Гарсия Берланга (ум. 2010), испанский кинорежиссёр и сценарист.
- 1924 — Джордж Буш-старший (ум. 2018), 41-й президент США (1989—1993), конгрессмен, дипломат.
- 1929
  - Эдуард Гороховский (ум. 2004), советский и российский художник, классик московского концептуализма.
  - Анна Франк (ум. 1945), еврейская девочка, узница нацистского концлагеря, автор знаменитого дневника.
- 1934 — Николь Берже (наст. фамилия Гуспейр; ум. 1967), французская актриса театра и кино.
- 1938 — Альберт Макашов, советский и российский оппозиционный политик, генерал-полковник.
- 1941 — Чик Кориа (ум. 2021), американский джазовый пианист и композитор, обладатель 22 премий «Грэмми».
- 1942 — Берт Закман, немецкий врач, физиолог, лауреат Нобелевской премии (1991).
- 1947
  - Константин Лопушанский, советский и российский кинорежиссёр и сценарист, народный артист РФ.
  - Иосиф Райхельгауз, советский и российский театральный режиссёр, педагог, народный артист РФ.
- 1949
  - Юрий Батурин, российский космонавт, учёный, политик, доктор юридических наук.
  - Джон Уэттон (ум. 2017), британский рок-певец, гитарист, клавишник, автор песен, продюсер.
  - Валерий Ярушин, советский и российский певец, музыкант, композитор, один из основателей ВИА «Ариэль».
- 1950 — Вячеслав Полунин, советский и российский клоун, режиссёр, актёр, народный артист РФ.
- 1955 — Анатолий Белкин, российский юрист и поэт, эрудит, игрок в спортивную версию игры «Что? Где? Когда?».
- 1957 — Леонид Млечин, советский и российский журналист, международный обозреватель, телеведущий.
- 1961 — Юрий Розанов (ум. 2021), российский спортивный телекомментатор.
- 1964
  - Пола Маршалл, американская кино- и телеактриса.
  - Джуди Эванс, американская актриса «мыльных опер».
- 1965 — Александр Дьяченко, российский актёр кино и телевидения, музыкант, автор-исполнитель, продюсер.
- 1966 — Айдарбек Сапаров — казахстанский государственный деятель, аким Северо-Казахстанской области (2022—2023), министр сельского хозяйства Республики Казахстан (с 2023).
- 1967 — Фрэнсис О’Коннор, австралийская актриса кино и телевидения.
- 1969 — Мэтью Шнайдер, американский хоккеист, обладатель Кубка Стэнли (1993).
- 1971 — Фелисия Балланже, французская велогонщица, трёхкратная олимпийская чемпионка, 10-кратная чемпионка мира.
- 1974
  - Татьяна Завьялова, российская топ-модель и телеведущая.
  - Флавио Консейсан, бразильский футболист, бронзовый призёр Олимпийских игр (1996).
  - Алексей Пивоваров, российский журналист, теле- и радиоведущий, медиаменеджер.
- 1975 — Стефани Шостак, франко-американская актриса кино и телевидения.
- 1976 — Кесанг Чуки Дорджи, бутанская телеведущая, продюсер, член НСБ.
- 1978 — Алиса Гребенщикова, российская актриса театра, кино и дубляжа, режиссёр, телеведущая, дочь Бориса Гребенщикова.
- 1979
  - Анна Богалий, российская биатлонистка, двукратная олимпийская чемпионка (2006, 2010), трёхкратная чемпионка мира.
  - Диего Милито, аргентинский футболист,
- 1981 — Адриана Лима, бразильская супермодель.
- 1985 — Кендра Уилкинсон, американская фотомодель и актриса.
- 1987 — Эбби Ли Кершоу, австралийская супермодель и актриса.
- 1988 
  - Виктор Диас, испанский футболист.
  - Коди Хорн, американская модель и актриса кино и телевидения.
- 1990 — Джру Холидей, американский баскетболист, чемпион НБА (2021), олимпийский чемпион (2020).
- 1992
  - Алли Димеко, американская актриса, музыкант-мультиинструменталист.
  - Филипе Коутиньо, бразильский футболист.
- 1996 — Анна Коллинз, американская певица, актриса и автор песен.

## Скончались
См. также: Категория:Умершие 12 июня

### До XX века
- 816 — Св. Лев III (р. 750), 96-й папа римский (795—816).
- 1789 — Жан-Этьен Лиотар (р. 1702), швейцарский художник, мастер пастели, «живописец королей и красивых женщин», один из главных представителей ориентализма, в частности, стиля «тюркри», в западноевропейском искусстве XVIII века.
- 1828 — Жак Александр Ло де Лористон (р. 1768), генерал и дипломат Наполеона I, маршал Франции при Людовике XVIII.
- 1877 — Николай Огарёв (р. 1813), русский поэт, публицист, революционер.

### XX век
- 1901 — Александра Бахметева (р. 1823), писательница, почётный член Общества любителей российской словесности.
- 1912
  - Фредерик Пасси (р. 1822), французский экономист, лауреат первой Нобелевской премии мира (1901).
  - Леон Дьеркс, (р. 1838), французский поэт, представитель парнасской школы.
- 1936
  - Иван Фомин (р. 1872), русский советский архитектор, педагог, историк архитектуры.
  - Карл Краус (р. 1874), австрийский писатель, критик, эссеист.
- 1937 — Мария Ульянова (р. 1878), российская революционерка, советский партийный и государственный деятель, младшая сестра В. И. Ленина.
- 1937 — расстреляны:
  - Август Корк (р. 1887), российский и советский военачальник, герой Гражданской войны.
  - Михаил Тухачевский (р. 1893), военачальник, Маршал Советского Союза, герой Гражданской войны.
  - Иона Якир (р. 1896), советский военачальник, герой Гражданской войны.
  - Виталий Примаков (р. 1897), советский военачальник, участник Гражданской войны.
- 1943 — Ганс Гейнц Эверс (р. 1871), немецкий писатель, автор мистических рассказов.
- 1957 — Джимми Дорси (р. 1904), американский джазовый саксофонист и кларнетист, знаменитый бэнд-лидер эры свинга.
- 1969 — Александр Дейнека (р. 1899), советский художник-баталист.
- 1972
  - Эдмунд Уилсон (р. 1895), американский литературовед, критик, журналист, писатель.
  - Карл Людвиг фон Берталанфи (р. 1901), австрийский биолог, первооснователь концепции «Общая теория систем».
- 1977 — Лев Черепнин (р. 1905), историк, академик АН СССР.
- 1978 — Го Можо (урождённый Го Кайчжэнь; р. 1892), китайский писатель, историк и политик, первый президент Академии наук КНР.
- 1982 — Карл фон Фриш (р. 1886), австрийский этолог, лауреат Нобелевской премии по физиологии и медицине (1973).
- 1983
  - Норма Ширер (р. 1902), канадско-американская киноактриса, обладательница премии «Оскар кинопремия Оскар».
  - Александр Алов (настоящая фамилия Лапскер; р. 1923), кинорежиссёр, сценарист, педагог, народный артист СССР.
- 1984 — Иосиф Амусин (р. 1910), советский историк.
- 1994 — Менахем-Мендл Шнеерсон (р. 1902), раввин, почитавшийся своими последователями как мессия.
- 1995 — Лен Карпинский (р. 1929), советский и российский публицист, политик и общественный деятель.
- 1997 — Булат Окуджава (р. 1924), советский и российский поэт, композитор, бард, прозаик, сценарист.

### XXI век
- 2001 — Эльза Леждей (р. 1933), актриса театра и кино, заслуженная артистка РСФСР.
- 2003 — Грегори Пек (р. 1916), американский актёр театра и кино, обладатель «Оскара».
- 2006 — Дьёрдь Лигети (р. 1923), венгерский и австрийский композитор-авангардист.
- 2007 — Ги де Ротшильд (р. 1909), банкир, член французской ветви финансовой династии Ротшильдов.
- 2008 — Анатолий Калинин (р. 1916), русский советский писатель, поэт, драматург, публицист.
- 2010 — Ежи Стефан Ставиньский (р. 1921), польский писатель, сценарист, кинорежиссёр.
- 2013
  - Дзироэмон Кимура (р. 1897), старейший из когда-либо живших мужчин, чей возраст установлен достоверно.
  - Роберт Уильям Фогель (р. 1926), американский экономист, лауреат Нобелевской премии (1993).
  - Леонид Болдин (р. 1931), певец (бас), педагог, народный артист СССР.
- 2014 — Михаил Бушнов (р. 1923), актёр театра и кино, театральный режиссёр, педагог, народный артист СССР.
- 2018 — Яков Бранд (р. 1955), советский и российский кардиохирург, доктор медицинских наук, заслуженный врач России и телеведущий.
- 2021 — Игорь Железовский (р. 1963), советский и белорусский конькобежец, заслуженный мастер спорта СССР (1985).
- 2023 — Сильвио Берлускони (р. 1936), итальянский государственный и политический деятель, премьер-министр, бизнесмен.
- 2024
  - Вячеслав Зудов (р. 1942), лётчик-космонавт СССР. Герой Советского Союза (1976).
  - Джерри Уэст (р. 1938), американский баскетболист, выступавший за клуб НБА «Лос-Анджелес Лейкерс». Олимпийский чемпион (1960) (капитан).
- 2015
  - Золтан Хорват (р. 1937), венгерский фехтовальщик-саблист, чемпион Олимпийских игр (1960), серебряный призёр тех же игр; многократный чемпион мира.
  - Джоэл Шапиро (р. 1941), американский скульптор-постминималист. Известен масштабными скульптурами геометрической формы.

## Приметы
- Сажали бобы.
- Пауки работают — погода меняется.
- Змеевик. Не ходи в этот день в травы, не тревожь лесные чащи. По народному поверью, в этот день змеи «ходят по лесам станицами на змеиные свадьбы»[23].